# Palais des Festivals et des Congrès
Il Palais des Festivals et des Congrès è un centro congressi polifunzionale situato città balneare di Cannes sulla Costa Azzurra in Francia. 
Ospita annualmente la sede del Festival del cinema di Cannes, del Festival internazionale della creatività di Cannes Lions e dell'NRJ Music Award. L'edificio è stato inaugurato nel 1982.
Il Palais des Festivals si trova nella parte superiore de la Croisette, a est del porto. Ha una capienza complessiva di 35 000 m² adibiti ad esposizioni, oltre a numerose sale e 18 auditorium, il più grande dei quali ha una capienza di 2300 posti.

## Storia
Il primo Palais des Festivals et des Congrès fu costruito nel 1949 per ospitare il Festival di Cannes. L'edificio originale si trovava sul viale della Promenade de la Croisette, nell'attuale sede del JW Marriott Cannes. Quell'edificio ospitò la 4ª e la 6ª edizione dell'Eurovision Song Contest nel 1959 e nel 1961.
In risposta al crescente successo del Festival del Cinema e all'avvento delle prime convention aziendali, come il MIPTV Media Market dal 1965, la Città di Cannes decise di costruire un nuovo Palais nel 1979. Il nuovo edificio di sei piani progettato in stile modernista dagli architetti Sir Hubert Bennett e François Druet, è stato costruito sul sito occupato precedente dal Casinò municipale. Inaugurato nel dicembre 1982, è stato ampliato nel 1999 con la costruzione dell'Espace Riviera, un nuovo spazio da 10 000 m².
Nel gennaio 1992 è stata creata la Società di Economia Mista per gli Eventi della città di Cannes (SEMEC), per gestire la struttura. SEMEC è il risultato della fusione di tre organizzazioni senza scopo di lucro: Cannes Tourism, OMACC e l'associazione Cannes Palais des Festivals et des Congrès.